# Pampanitos verdes
Pampanitos verdes es un libro de cuentos del escritor Óscar Esquivias, publicado en 2010 (Ediciones del Viento), aunque casi todos los cuentos aparecieron con anterioridad en distintas revistas literarias y publicaciones colectivas. El libro recibió el Premio Tormenta (2011).
Los diez relatos que conforman el conjunto están escritos en primera persona. Para Ana Rodríguez Fischer estos cuentos tienen influencias de Juan Marsé y se caracterizan por sus finales abiertos, por describir relaciones interpersonales (en especial las de padres e hijos) y por abordar puntos de inflexión en la vida de los personajes. Según el autor, los cuentos tratan sobre momentos de transición en la vida de las personas. Según Esquivas, «los protagonistas son personajes jóvenes que viven un momento de cambio, el paso de la niñez a la adolescencia, o de la adolescencia a la juventud, o de la juventud a la madurez». Los críticos literarios Ángel Basanta, Marta Sanz y  Miguel Rojo destacaron, sin embargo, el carácter homosexual de muchos de estos personajes. Miguel Rojo lo considera un rasgo de normalización de la literatura homosexual española. Para Carlos Delgado, se trata de una reflexión sobre las nuevas formas de la masculinidad en el mundo contemporáneo.
Hay varios cuentos sobre el mundo del teatro que se publicaron anteriormente en el libro ilustrado (con diseño y fotos de Asís G. Ayerbe) En el secreto Alcázar, que trata sobre el Teatro Alcázar de Madrid. Ayerbe fue, asimismo, el autor de la fotografía que ilustra la tapa de Pampanitos verdes, que muestra una vista cenital de una piscina, donde no se baña nadie (en alusión a uno de los cuentos de la colección, que trata sobre un vendedor de piscinas que asiste a la fiesta de disfraces de una clienta).

## Antologías
En 2019 el autor publicó una antología personal con sus cuentos favoritos, titulada El chico de las flores. De Pampanitos verdes seleccionó «El chico de las flores» (que da título general al libro) y «Viene Gordon».
Por su parte, el relato «Pampanitos verdes» figura en la antología Cuentos pendientes (Castilla Ediciones, 2021).